# Diana Wynne Jones
Diana Wynne Jones, född 16 augusti 1934 i London, död 26 mars 2011 i Bristol, var en brittisk fantasy-författare.

## Biografi
Diana Wynne Jones var fem år gammal när andra världskriget utbröt. I augusti 1939 satte hennes far sina döttrar, Diana, Isobel och Ursula, i en lånad bil och körde dem till deras farföräldrar i Wales. Där fick de stanna medan fadern återvände till deras mor. Hennes farfar var predikant och farmodern en undergiven maka. Mycket blev annorlunda för flickorna, exempelvis det walesiska språket. Systrarna kände sig utanför. 
Hon studerade vid St Anne's College, Oxford och gick på C. S. Lewis och J. R. R. Tolkiens föreläsningar samt tog examen 1956. Samma år gifte hon sig med en forskare i medeltida litteratur och de fick tre söner. De bodde i Oxford till 1976 då de flyttade till Bristol.
Hon avled 2011 av långvarig lungcancer.

### Bokserier

#### Chrestomanci
Chrestomanci är en titel som innehas av en trollkarl med (från början) nio liv. Han har till uppgift att hålla ordning på den magiska kraften i ett oändligt antal parallellvärldar och helt enkelt se till att den inte missbrukas. 
Berättelserna i serien hålls löst samman av denna titel, den som uppbär titeln kan skifta mellan böckerna. De utspelar sig inte heller i kronologisk ordning, Med nio liv utspelas några decennier innan Trollkarlsliv trots att den sistnämnda boken är skriven elva år tidigare. Fram till 2006 har tre av böckerna i serien blivit översatta till svenska.
- Trollkarlsliv (2002), på engelska Charmed Life (1977).
- Med nio liv (1991) och i nyutgåva (2002), på engelska The Lives of Christopher Chant (1988).
- Häxkraft (2003), på engelska Witch Week (1982).

Ännu ej översatta delar i serien:
- The Magicians of Caprona
- Mixed Magics (noveller)
- Conrad's Fate
- The Pinhoe Egg

#### Ingaria
- Trollkarlens slott (1988) och i nyutgåva under titeln Det levande slottet (2005), på engelska Howl's Moving Castle (1986).
- Drömprinsessan (1992), på engelska Castle in the Air (1992).
- House of Many Ways (2008, ännu ej översatt)

#### Derkholm
1. Dark Lord of Derkholm (1999).
2. Year of the Griffin

#### Dalemark
1. Cart and Cwidder (1975).
2. Drowned Ammet (1977).
3. The Spellcoats (1979).
4. Crown of Dalemark (1993).

#### Magidserien
- Deep Secret
- Trollkarlarnas hemliga pakt, 2006 The Merlin Conspiracy

### Fristående böcker
- Hundstjärnan (1986), på engelska Dogsbody (1975).
- Guldkragen (1990), på engelska Power of Three (1976).
- De sju makterna (1987), på engelska Archer's Goon (1984).
- Tidens mittpunkt (1989), på engelska A Tale of Time City (1987).
- Black Maria (brittisk titel), Aunt Maria (amerikansk titel)
- Changeover
- Eight Days of Luke (1975)
- Fire and Hemlock (1986)
- Hexwood
- The Homeward Bounders
- The Ogre Downstairs
- Puss in Boots
- A Sudden Wild Magic (1996)
- The Time of the Ghost
- Wild Robert
- Wilkins' Tooth (1973) (brittisk titel), Witch's Business (amerikansk titel)
- Yes, Dear
- Earwig and the Witch (2011; postumt publicerad)
- The Islands of Chaldea (2014; postumt publicerad, färdigställd av systern Ursula Jones)

#### Novellsamlingar
- Believing is Seeing
- Hidden Turnings
- Minor Arcana (1996)
- Stopping for a Spell som innehåller de tre långnovellerna
  - Chair Person
  - The Four Grannies
  - Who Got Rid of Angus Flint?
- Warlock at the Wheel (två som hör till serien om Chrestomanci, båda tidigare publicerade i Mixed Magics)

#### Samlingar
- Fantasy Stories
- Unexpected Magics
- Everard's Ride

## Filmatiseringar
Archer's Goon blev TV-serie i BBC:s regi 1992.
Två av Diana Wynne Jones böcker har gjorts till animerad långfilm av japanska Studio Ghibli. 
- Det levande slottet (2006), regi Hayao Miyazaki
- Aya och häxan (baserad på Earwig and the Witch) (2020), regi Gorō Miyazaki.[5] Detta studions första helt 3D-animerade film.[6]